# Vito Acconci
Vito Acconci (Nueva York, 24 de enero de 1940-27 de abril de 2017) fue un artista y poeta estadounidense cultivador del llamado arte corporal, derivado del minimalismo escultórico. 

## Carrera
El proceso artístico de Vito Acconci sigue un camino singular y complejo. Se inició artísticamente como poeta a mediados de los años sesenta. En sus obras trabajaba con la página en blanco como un espacio en el que se podía actuar, utilizando las palabras como objetos para el movimiento, y la página como un contenedor.
Sus acciones poéticas pasaron del papel a la galería de arte. Proponía una nueva definición del objeto material y un espacio de encuentro entre el espectador y el artista. Empleó el vídeo hasta 1980, evolucionando a partir de aquí hacia lo que él mismo denominó arquitecturas autoenderezables.
En su faceta de provocador, exponía su propio cuerpo ocultando el pene entre sus piernas para aparentar un cuerpo femenino. En abril de 1972, en la Galería Sonnabend de Nueva York, aparecía masturbándose bajo una rampa por la que circulaba el público asistente, mientras por un altavoz se oían sus fantasías.
En 2005 participó en el proyecto de arte público Itinerarios del sonido, con una pieza que se presentaba en una parada de autobús en la plaza de Jacinto Benavente, en Madrid.